# 多瑙圣捷尔吉
多瑙圣捷尔吉是匈牙利托尔瑙州所辖的一个村。总面积37.63平方公里，总人口2546，人口密度67.7人/平方公里（2011年1月1日）。